# 1988年ソウルオリンピックのフィンランド選手団
1988年ソウルオリンピックのフィンランド選手団（1988ねんソウルオリンピックのフィンランドせんしゅだん）は、1988年9月17日から10月2日にかけて韓国のソウルで開催された1988年ソウルオリンピックのフィンランド選手団、およびその競技結果。

## 概要
今大会は金メダル1個、銀メダル1個、銅メダル2個の合計25個のメダルを獲得した。

## メダル
| メダル | 選手名           | 競技       | 種目                     |
| ------ | ---------------- | ---------- | ------------------------ |
| 金     | タピオ・コリウス | 陸上       | 男子やり投げ             |
| 銀     | ハリ・コスケラ   | レスリング | 男子グレコローマン90kg級 |
| 銅     | セポ・ラテュ     | 陸上       | 男子やり投げ             |
| 銅     | タピオ・シピラ   | レスリング | 男子グレコローマン68kg級 |